# Сафи
Вижте пояснителната страница за други личности с името Сафи.
Сафи (на персийски: شاه صفی) или Сафи I, Сефи I, по рождение Сам Мирза, е шестият шахиншах на Иран от династията на Сефевидите.

## Живот
Той внук на своя предшественик – Абас I Велики и става владетел, след като двама от петте сина на Абас умират, а трима са наказани заради заговори. Но Сафи се оказва слаб владетел, недостоен да продължи делата на великия си дядо. Той бил изнежен и болен, както и склонен към алкохола юноша. Той бързо отблъснал от себе си любимците на предшественика си. Наказал един от тях – Имам Кол Хан, завоевател на Ормуз.
Слабото управление на шаха привлякло и външните врагове. Шах Джахан си върнал изгубения Кандахар, а турците нападнали от запад. През 1630 войската на султан Мурад IV превзела Хамадан и го разрушила. Този град последвали Ереван, Тебриз (1635) и Багдад (1638). Според договора от Зухаб, подписан на 17 май 1639 и прекратил Персийско-османската война от 1623 – 1639 Ереван и Азербайджан се възвърнали на Персия, но Месопотамия станала османска.
Умира от свръхдоза алкохол на 11 май 1642 и е погребан в Кум.